# Orthetrum lemur
Orthetrum lemur is een libellensoort uit de familie van de korenbouten (Libellulidae), onderorde echte libellen (Anisoptera).
De wetenschappelijke naam Orthetrum lemur is voor het eerst geldig gepubliceerd in 1909 door Ris.